# Oče vseh bomb
Oče vseh bomb (rus. Авиационная вакуумная бомба повышенной мощности (АВБПМ) - aviacionaja vakumnja bomb povišenoj močnosti - AVBPM) je ruska termobarična bomba, ki ima eksplozivno moč enako 44 tonam TNT in je tako najmočnejša nejedrska bomba na svetu. Bomba je štirikrat močnejša od ameriške MOAB (Mati vseh bomb), ki je imela moč 11 ton TNT.
Ameriška oznaka je Aviation Thermobaric Bomb of Increased Power (ATBIP), vzdevek pa "FOAB" (Father of all bombs).
Bombo so uspešno testirali 11 septembra 2007.. Bomba bo zamenjala nekaj manjših jedrskih bomb v ruskem arzenalu.

## Primerjava z MOAB
|                 | MОАВ              | FОАВ                      |
| --------------- | ----------------- | ------------------------- |
| Masa:           | 8200 kg           | 7100 kg                   |
| Moč v TNT:      | 11 ton / 22000 Ib | ~44 ton / 88000 Ib        |
| Radij uničenja: | 150 m (500 ft)    | 300 m (1000 ft)           |
| Vodenje:        | INS/GPS           | Neznano (verjetnoGLONASS) |

## Zunajne povezave
- Interview with Evgeny Khrushchev, a Russian military analyst Arhivirano 2008-05-22 na Wayback Machine.